# Saint James Windward
Saint James Windward ist eines der 14 Parishes der Inselgruppe St. Kitts und Nevis. Es liegt auf der Insel Nevis und hat eine Landfläche von 31,5 km². Die Hauptstadt ist Newcastle. Im Jahr 2022 wurden 2290 Einwohner gezählt.
Im Norden des Parishs, zwischen Newcastle und der Meeresküste, befindet sich der Vance W. Amory International Airport, der einzige Flughafen auf Nevis.